# Курушская ГЭС
Курушская малая ГЭС (ранее: Курушская межколхозная ГЭС им. Сталина) — малая гидроэлектростанция, работающая на родниковых водах от источников на горе Шалбуздаг, Докузпаринского района Республики Дагестан, у с. Текипиркент.
Самая южная и самая высокогорная гидроэлектростанция России.

## Конструкция ГЭС
Курушская ГЭС представляет собой деривационную малую ГЭС с напором 280 метров, работающую на родниковых водах в бассейне реки Усухчай.
Состав основных сооружений ГЭС:
- водоприемник с гравитационной;
- водосбросная труба;
- отстойник;
- напорный деривационный водовод длиной 1,2 км;
- здание малой ГЭС;
- распределительное устройство.

Мощность ГЭС — 0,48 МВт, среднегодовая выработка — 1,0-1,2 млн кВт·ч.
Полезная ёмкость водохранилища суточного регулирования — 8 тыс. м³, максимальная площадь водохранилища — ок. 5 тыс. м². В здании ГЭС размещены два гидроагрегата мощностью по 0,24 МВт, работающих при напоре 280 м при расходе воды через каждую турбину 0,12 м³/сек. На ГЭС установлены немецкие ковшовые гидротурбины типа «Пельтон» фирмы Voith (Фойт) и гидрогенераторы фирмы Siemens (Сименс). В 2006 году ГЭС прошла капитальный ремонт (была реконструирована плотина и очищено от донных отложений водохранилище).

## История
Инициатором строительства Курушской ГЭС выступили 4 колхоза селения Куруш Докузпаринского района Дагестанской АССР. Убедившись в возможности получения помощи со стороны Дагестанской конторы «Сельэлектро» и получив заверение в Министерстве сельского хозяйства СССР о возможности приобретения комплектного оборудования для станции, в 1949 году межколхозный совет приступил к строительству ГЭС.
В качестве послевоенной репарации были получены немецкие ковшовые турбины фирмы Voith (Фойт) и генераторы фирмы Siemens (Сименс). Это оборудование все еще используется на станции.
Одновременно со строительством сооружений ГЭС строились ВЛ 10 кВ до селений Куруш, Микрах, Усухчай, Кара-кюре, Гапцах и ВЛ 0,4 кВ в самих сёлах.
Станция была достроена в 1951 году и получила имя Сталина. Также на ГЭС был установлен его бюст, который впоследствии демонтировали. В первые годы эксплуатации ГЭС, когда нагрузка была слабой, большая фильтрация в ложе водохранилища не оказывала особого влияния на обеспечение потребителей электроэнергией. Позже, когда к Курушской ГЭС присоединились новые потребители, включая несколько селений Кусарского района Азербайджанской АССР, мощности станции стало не хватать. Нехватка воды была особенно ощутима зимой, когда приток воды падал до 30-40 л/с. В зимний период воды, накопленной за целые сутки в напорном бассейне, хватало только на 2-3 часа работы станции.
В 1973 году после ввода трансформаторной подстанции 35/10 кВ в селе Усухчай колхозы и селения Докузпаринского района стали отказываться от электроснабжения Курушской ГЭС и присоединяться к единой государственной энергосистеме. В эпоху строительства гигантских ГЭС, никто не задумывался о присоединении маленьких сельских станций к объединенной энергосистеме. Курушскую ГЭС ждала участь большинства малых ГЭС, преданных забвению и разрушенных временем. К счастью, рачительные местные жители с. Текиперкент сумели сохранить как здание, так и оборудование станции.
Только в 1986 году было принято решение восстановить Курушскую ГЭС. С этой целью была проведена очистка напорного бассейна, восстановлена подпорная стенка, произведена ревизия чугунной задвижки у начала напорного трубопровода, отремонтировано здание, восстановлен щит управления, заменены силовые кабели и силовые повышающие трансформаторы. Курушская ГЭС возобновила свою работу в составе единой энергосистемы в 1986 году. После реконструкции оборудования на территории станции также был высажен яблоневый сад. В 2024 году начался капитальный ремонт гидроагрегатов Курушской ГЭС, выполняемый компанией «ТурбоГрин». В рамках капитального ремонта заменены ковши рабочего колеса и сопловой аппарат, чтобы увеличить КПД и полезную выработку гидроэлектростанции.
Курушская ГЭС — это одна из немногих колхозных малых гидроэлектростанций, из построенных в предвоенные и послевоенные годы, и находящихся в эксплуатации по настоящее время. В настоящее время собственником является АО «Самурская генерирующая компания» (входит в ГК «ЭкоЭнерджи»), а эксплуатирующей организацией ГЭС является ГК «ЭкоЭнерджи».

## Экономическое значение
Экономическое значение Курушской ГЭС в первые десятилетия после ввода в эксплуатацию сложно переоценить. Фактически, она позволила начать электрификацию горных населенных пунктов Южного Дагестана и обеспечить развитие горных районов в послевоенные годы. С развитием единой энергосистемы, значение Курушской ГЭС снизилось, но и сегодня малая Курушская ГЭС продолжает ежедневную работу, обеспечивая электроэнергией окружающие села и снижая перетоки электроэнергии в горные районы.
ГЭС работает преимущественно в пиковом режиме, обеспечивая максимальную генерацию во время максимального потребления, снижая нагрузку на электросетевой комплекс и риски аварийных отключений. Эксплуатация Курушской ГЭС с суточным регулированием позволяет ежемесячно вырабатывать 30-50 % потребностей Докузпаринского района в электроэнергии.